# Maurice Barry
 (avril 2023).
Maurice Barry est un directeur de la photographie, réalisateur et scénariste français, né le 17 mars 1910 dans le 4e arrondissement de Paris , arrondissement où il est mort en l'Hôtel-Dieu le 8 décembre 1984.

## Biographie
Maurice Barry débute comme chef opérateur en 1933 et exerce au cinéma à ce poste jusqu'en 1963. Dans l'intervalle, il assiste notamment les réalisateurs Gilles Grangier (ex. : Adémaï bandit d'honneur en 1943, avec Noël-Noël), Jacques Daroy (ex. : Rumeurs en 1947, avec Jacques Dumesnil et Jany Holt), Robert Vernay (ex. : Fantômas contre Fantômas en 1949, avec Aimé Clariond et Maurice Teynac), Richard Pottier (ex. : Caroline chérie en 1951, avec Martine Carol et Jacques Dacqmine), ou encore Guy Lefranc (ex. : Fernand cow-boy en 1956, avec Fernand Raynaud et Dora Doll).
Il est également directeur de la photographie à la télévision, contribuant entre 1956 et 1968 à deux séries (Les Cinq Dernières Minutes et La caméra explore le temps), à quinze téléfilms (réalisés entre autres par Claude Barma ou Marcel Cravenne), et à l'émission  de Claude Santelli Théâtre de la jeunesse.
Par ailleurs, Maurice Barry est occasionnellement scénariste (quatre films et un téléfilm), ainsi que réalisateur (un film en 1956).

## Filmographie partielle

### Au cinéma

#### Comme directeur de la photographie
- 1933 : Miss Helyett d'Hubert Bourlon et Jean Kemm
- 1938 : Le Révolté de Léon Mathot
- 1939 : L'Or dans la montagne de Max Haufler
- 1939 : Vous seule que j'aime d'Henri Fescourt
- 1941 : L'Enfer des anges de Christian-Jaque
- 1943 : Adémaï bandit d'honneur de Gilles Grangier
- 1945 : Le Père Goriot de Robert Vernay
- 1946 : Raboliot de Jacques Daroy
- 1947 : Rumeurs de Jacques Daroy
- 1947 : La Rose et le Réséda, court métrage d'André Michel
- 1948 : Fort de la solitude de Robert Vernay
- 1948 : Par la fenêtre de Gilles Grangier
- 1948 : Émile l'Africain de Robert Vernay
- 1948 : Mort ou vif de Jean Tedesco
- 1948 : L'Ombre d'André Berthomieu
- 1949 : Fantômas contre Fantômas de Robert Vernay
- 1949 : Edgar et sa bonne d'André Michel (court métrage)
- 1950 : Méfiez-vous des blondes d'André Hunebelle
- 1950 : Les femmes sont folles de Gilles Grangier
- 1951 : Caroline chérie de Richard Pottier
- 1951 : Deux sous de violettes de Jean Anouilh
- 1952 : Trois femmes, film à sketches d'André Michel (segment L'Héritage)
- 1952 : Ouvert contre X de Richard Pottier
- 1952 : Le Rideau rouge d'André Barsacq
- 1953 : Capitaine Pantoufle de Guy Lefranc
- 1954 : Sang et Lumières (Sangre y luces) de Georges Rouquier et Ricardo Muñoz Suay (+ adaptation)
- 1955 : Le Fils de Caroline chérie de Jean Devaivre
- 1955 : Les Carnets du Major Thompson de Preston Sturges
- 1956 : Paris la nuit, court métrage de Jacques Baratier et Jean Valère
- 1956 : Fernand cow-boy de Guy Lefranc
- 1956 : Les Truands de Carlo Rim
- 1957 : La Déroute d'Ado Kyrou (court métrage documentaire)
- 1957 : Donnez-moi ma chance de Léonide Moguy
- 1958 : Suivez-moi jeune homme de Guy Lefranc
- 1958 : La Joconde : Histoire d'une obsession d'Henri Gruel (court métrage)
- 1958 : La Moucharde de Guy Lefranc
- 1959 : Signé Arsène Lupin d'Yves Robert
- 1959 : Bonjour la chance (La ironía del dinero) d'Edgar Neville et Guy Lefranc
- 1960 : X.Y.Z. de Philippe Lifchitz (court métrage)
- 1963 : L'Immortelle d'Alain Robbe-Grillet

#### Comme réalisateur
- 1956 : Les Crimes de l'amour, film à sketches (segment Mina de Vanghel ; coréalisateur : Maurice Clavel) (+ scénariste)

#### Comme scénariste
- 1946 : Amour, Délices et Orgues d'André Berthomieu (adaptation)
- 1950 : Meurtres ? de Richard Pottier (adaptation)
- 1954 : Sang et Lumières de Georges Rouquier (adaptation)

### À la télévision

#### Comme directeur de la photographie
- 1956 : En votre âme et conscience, épisode L'Affaire de Bitremont de Jean Prat et Claude Barma
- 1956 : Sainte Jeanne, téléfilm de Claude Loursais
- 1958 : Les Cinq Dernières Minutes, épisode Tableau de chasse (1.7) de Claude Loursais :
- 1958 : Les Cinq Dernières Minutes, épisode Le Théâtre du crime de Claude Loursais
- 1959 : Les Cinq Dernières Minutes, épisode On a tué le mort (1.10) de Claude Loursais
- 1959 : Les Cinq Dernières Minutes, épisode Poison d'eau douce de Claude Loursais
- 1960 : Série La caméra explore le temps, épisode 15 La Nuit de Varennes de Stellio Lorenzi
- 1960 : Les Cinq Dernières Minutes, épisode Au fil de l'histoire de Claude Loursais
- 1960 : En votre âme et conscience, épisode : Le Crime d'Aïn Fezza de Jean Prat
- 1960 : Les Cinq Dernières Minutes (Épisode 15, saison 1 : Un Poing final) de Claude Loursais
- 1960 : Un rêve, (court métrage) de Jean Prat
- 1960 : Les Cinq Dernières Minutes, épisode no 16 : Dernier cri de Claude Loursais
- 1960 : Les Cinq Dernières Minutes de Claude Loursais, épisode Qui trop embrasse
- 1961 : Ôtez votre fille, s'il vous plaît, téléfilm de Marcel Cravenne
- 1961 : Les Mystères de Paris, téléfilm de Marcel Cravenne
- 1961 : Les Cinq Dernières Minutes, épisode Sur la piste… de Claude Loursais
- 1961 : Les Cinq Dernières Minutes, épisode Épreuves à l'appui de Claude Loursais
- 1961-1964 : Théâtre de la jeunesse, émission de Claude Santelli, épisode Don Quichotte (1961) de Marcel Cravenne et Louis Grospierre, épisode Un pari de milliardaire (1962) de Marcel Cravenne, épisode Le Fantôme de Canterville (1962) de Marcel Cravenne, et épisode Le Matelot de nulle part (1964) de Marcel Cravenne
- 1962 : La Nuit des rois de Claude Barma
- 1962 : Système deux, téléfilm de Marcel Cravenne
- 1963 : Siegfried, téléfilm de Marcel Cravenne
- 1963 : Madame Sans-Gêne, téléfilm de Claude Barma
- 1963 : Le Troisième Concerto, téléfilm de Marcel Cravenne
- 1964 : Château en Suède, téléfilm d'André Barsacq
- 1965 : Morgane ou le Prétendant, téléfilm d'Alain Boudet
- 1965 : Gaspard des montagnes mini-série de Jean-Pierre Decourt
- 1966 : Idylle villageoise, téléfilm de Lazare Iglesis
- 1967 : La guerre de Troie n'aura pas lieu, téléfilm de Marcel Cravenne
- 1967 : La Bouquetière des innocents, téléfilm de Lazare Iglesis
- 1968 : L'Idiot, téléfilm d'André Barsacq

#### Comme scénariste
- 1965 : Gaspard des montagnes, mini-série de Jean-Pierre Decourt (adaptation)